# Чориева, Мавзуна
Мавзуна Чориева (тадж. Мавзуна Чориева, род. 1 октября 1992 года) — таджикская спортсменка-боксёр, призёр Олимпийских игр и чемпионатов мира. Первая в истории таджикская женщина-боксёр, выигравшая олимпийскую медаль.

## Биография
Родилась в 1992 году в Кулябе.
На чемпионате Азии 2010 года стала чемпионкой Азии в весовой категории 60 кг, но на чемпионате мира 2010 года не сумела добраться до призовых мест. Спустя два года на чемпионате мира 2012 года завоевала бронзовую медаль. Также в 2012 году стала серебряным призёром чемпионата Азии и бронзовым призёром Олимпийских игр.
После Олимпиады Мавзуна была встречена в Таджикистане как героиня. Мэрия Душанбе подарила ей трёхкомнатную квартиру, власти Куляба — пятикомнатную, а Партия исламского возрождения Таджикистана — двухкомнатную квартиру. Президент страны Эмомали Рахмон наградил Чориеву орденом «Слава».
В октябре 2012 года вышла замуж за Амона Бобоева. С января 2022 года директор НОК Таджикистана.

## Награды
- Орден «Шараф» 2 степени (06.09.2012)[5]
- Заслуженный мастер спорта Республики Таджикистан [6]